# استفانی استویوا
استفانی استویوا (بلغاری: Стефани Стоева؛ زادهٔ ۲۳ سپتامبر ۱۹۹۵) بدمینتون‌باز زن اهل بلغارستان است. وی از سال ۲۰۰۹ میلادی تاکنون مشغول فعالیت بوده‌است.